# قسطنطين سافيتسكي
ولد قسطنطين الشاب في قرية فرانكوفكا أو بارانوفكا، القريبة جدًا من تاغانروغ والتي كان حاكمها اوتو بفايلتزر فرانك ، وقضى طفولته في تاغانروغ حيث أقامت عائلته في مبنى مدرسة ثانوية للبنين. كان والده طبيبًا عسكريًا وفي الصيف استأجرت العائلة منزلاً في فرانكوفكا وفي هذا ولد فنان المستقبل. لقد اختفى هذا المنزل إلى الأبد لأنه منذ عام 1876 أفسحت القرية الطريق لمجمع الصلب تاغمات الذي يقوم الآن بتصنيع الأنابيب بشكل رئيسي لخطوط الأنابيب.
في سن مبكرة، أظهر كوستيا (وهو اسم مختصر يتادوه به في الصغر) اهتمامًا بالرسم والتلوين وكانت هذه التخصصات هي المفضلة لديه في مدرسة تاغانروغ حيث مكث لمدة خمس سنوات. لم يكن يرسم في الفصل فحسب، بل في الخارج أيضًا : على سبيل المثال عندما كان على شاطئ بحر آزوف مع والديه. وفجأة توفي والده وأمه عندما كان عمره ستة عشر عاما فقط.

## مقالات لها صلة
- متحف لوحة واحدة لـ G. Myasnikov

## روابط خارجية
- كونستانتين أبولونوفيتش سافيتسكي - الأعمال الفنية
- كونستانتين سافيتسكي : النوع الروسي الرسام، الواقعية النقدية